# Đại dịch COVID-19 tại Bahamas
Bài viết này ghi lại các tác động của Đại dịch COVID-19 tại Bahamas và có thể không bao gồm tất cả các phản ứng và biện pháp hiện thời.

## Dòng thời gian
Vào ngày 15 tháng 3, trường hợp đầu tiên đã được xác nhận.
Tính đến ngày 30 tháng 11 năm 2023, Barbados ghi nhận 38,084 trường hợp nhiễm COVID-19 và 844 trường hợp tử vong.